# 白痴 (坂口安吾)
『白痴』（はくち）は坂口安吾の短編小説。坂口の代表作の一つで、『堕落論』から『白痴』を発表するに及び、太宰治、石川淳、織田作之助らと共に、終戦後の新時代の旗手として一躍脚光を浴びて、文壇に特異な地歩を占めた。
敗戦間近の場末の荒んだ人々の暮す裏町の小屋に居る独身の映画演出家の男が、隣家の白痴の女と奇妙な関係を持つ物語。時世に屈する低俗卑劣さを憎んでいた男が、肉欲の塊のような女の中に、魂の真実を求めようとする孤独な姿が、降り注ぐ焼夷弾や夜間空襲の中を逃げ惑う二人の「理知なき交流」を通して描かれている。
1999年（平成11年）には、『白痴』を原案とした同名映画『白痴』が公開された。

## 発表経過
1946年（昭和21年）6月1日、雑誌『新潮』6月号（第43巻第6号）の「小説」欄に掲載され、翌年1947年（昭和22年）5月10日に中央公論社より単行本刊行された。文庫版は岩波文庫、新潮文庫などで刊行されている。翻訳版はGeorge Saitô訳（英題：The Idiot）をはじめ、各国で行われている。
なお現在、坂口安吾の直筆原稿を翻刻した版で読めるのは、筑摩書房の『坂口安吾全集 4』（1998年版）と、それを底本にしている岩波文庫だけとなっており、これらの版は、従来の「弾丸」「米機」「米軍」などが、坂口の原稿どおりの「敵弾」「敵機」「敵」に復元されている。

## あらすじ
敗戦色濃い戦時下、映画会社で見習い演出家をしている伊沢は、蒲田の場末の商店街裏町の仕立屋の離れ小屋を借りて生活していた。伊沢は、時勢の流れしだいで右にでも左にでもどうにでもなるような映画会社の連中の言葉だけの空虚な自我や、実感や真実のない演出表現をよしとしている愚劣な魂に憎しみを覚えていたが、その一方、生活に困窮し、会社を首になるのを恐れていた。
ある晩、伊沢が遅く帰宅すると、隣家の気違いの女房で白痴の女が押入れの蒲団の横に隠れていた。何やらよく分らないことを呟いて怯えている女を、伊沢は一晩泊めてやることにしたが、女の分も寝床を敷いて寝かせても、電気を消してしばらく経つと女は戸口へうずくまった。伊沢が、手は出さないと紳士的に説き伏せても女は何度も隅にうずくまるので、伊沢は腹を立てたが、女の言うことを注意深く聞くと事態はあべこべだった。女は伊沢の愛情を目算に入れてやって来ていたのだった。伊沢が手を出さないため、自分が嫌われていると女は思ったのだった。
白痴の素直な心に驚き、伊沢は子供を眠らせるようにして枕元で一晩中、女の髪をなでた。一般の女につきものの生活の所帯じみた呪文の絡みつかない白痴の女は、自分向きの女のように伊沢には思われだした。その日からそのまま女はそこに住みつき、近所に知られないまま二人は同居した。白痴はただ伊沢の帰宅を待つ肉体であるにすぎず、そこにあるのは無自覚な肉欲のみだった。もう一つ伊沢に印象的だったのは、ある白昼の空襲の際におびえた白痴の恐怖と苦悶の相の見るに耐えぬ醜悪さだった。伊沢は3月10日の大空襲の焼跡で焼き鳥のような人間の屍を見ながら、白痴の女の死を願ったりした。
4月15日、伊沢の住む町にも大規模な空襲がやって来た。火の手が迫る中、仕立屋夫婦はリヤカーで逃げる際に伊沢も一緒にと急き立てたが、白痴の姿を見られたくない伊沢は、みんなが立ち去った後に女と逃げた。逃げる途中に伊沢が、「死ぬ時は、こうして、二人いっしょだよ。怖れるな。そして、俺から離れるな。…俺の肩にすがりついてくるがいい。わかったね」と言うと、女はこくんとうなずいた。その初めて表わした女の人間らしい意志に伊沢は感動し、火の海の中を懸命に逃げきり、ようやく小川を通って群集の休んでいる麦畑に出た。女はぐっすり眠りはじめ、豚のような鼾声をたてていた。女を置いて立ち去りたいと伊沢は思ったが、そうしたところで何の希望もない。夜が白みかけてきたら女と停車場を目ざして歩こう、はたして空は晴れて、俺と隣に並んだ豚の背中に太陽の光がそそぐだろうかと伊沢は考えていた。

## 登場人物
伊沢
27歳。独身。文化映画会社で演出家（見習いで単独演出はない）をしている。蒲田の場末の商店街裏町にある仕立屋の離れの小屋を借りて住んでいる。大学卒業後のすぐは新聞記者だった。
仕立屋夫婦
町内のお針の先生などもやっている。家の天井裏は間借人の母娘が居住。この間借りの娘は町会事務員だったが、男関係にだらしなく、町会の豆腐屋、八百屋、時計屋、地主のうちの誰の子がわからない子供を身籠っている。伊沢の小屋は昔、仕立屋夫婦の肺病の息子が寝ていたところ。
気違い
30歳前後。風采堂々たる好男子。度の強い眼鏡をかけ、読書に疲れたような憂わしげな顔。仕立屋の隣家に居住。資産がある。時々、ゲタゲタ笑ったり、屋根の上で演説したり、仕立屋の家畜の豚や家鴨に石をぶつけたり突ついたりする。
白痴の女
25、6歳。気違いの女房。義母にオサヨと呼ばれている。いい家柄の娘のような品のよさで、瓜実顔の古風な人形か能面のような美しい顔立ち。気違いが四国遍路の旅先で意気投合して連れてきた女。静かでおとなしく、意味のはっきりしないことを口の中でおどおど言う。料理も米を炊くことも知らない。
気違い男の母親
正気だがヒステリーで女傑。常はたしなみのある品のよい婆さんだが、狂いだすと息子より騒がしく病的。「オサヨさん、オサヨさん」と鳥のように叫ぶ。
映画会社の上司など
「怒涛の時代に美が何物だい、芸術は無力だ！　ニュースだけが真実なんだ！」と怒鳴る部長。企画部員や演出家は、帽子や長髪や上着は芸術家きどりで、魂や根性は会社員よりも会社員的。月給がもらえるなら余計なことは考えるなと言う社長。
近所の住人
七、八人目の情夫を追い出し、新しい中年男を物色中の55歳の煙草屋の白粉婆。米の配給所の裏手の小金持ちの未亡人。未亡人は息子（職工）と娘が近親相姦の関係を結んでいたのを黙認していたが、そのうち兄に女ができ、妹は親戚の老人のところへ嫁入りさせられそうになり自殺。林立する安アパートには妾と淫売が多く居住。軍需工場の寮となっているアパートには女子挺身隊が住み、重役の戦時夫人や二号となっている者もいる。他、人殺しが商売だった満州浪人。仕立屋銀次の流れをくむスリの達人。自宅よりも立派なセメント造りの防空壕を持っている贅沢三昧の海軍少尉。
空襲下の人々
道の上で死んでいた40歳くらいの男女。井戸の水をむさぼり飲む老若男女。燃える家で暖をとる人々。焼け残った矢口国民学校への避難をうながし声をかける巡査。

## 作品評価・解釈
『白痴』は、終戦後に大きな反響を呼んだ随筆『堕落論』の次に発表された小説として、共に注目されて、戦後における坂口の作家の特異な地位を築いた作品である。奥野健男は、敗戦の昏迷の中にいた日本人、特に青年たちに、『堕落論』と『白痴』は「雷のごとき衝撃」を与えたとし、「ぼくたちはこの二作によって、敗戦の虚脱から目ざめ、生きる力を得たといっても過言ではない」と述べている。そして奥野は『白痴』について以下のように評している。
宮元淳一は『白痴』の構成について、「偉大なる破壊」の戦火により人々は「焼鳥のやうに」死んでゆくという異常な状況下における主人公が、そこに「運命に従順な美しさ」を感じてしまうが、その「美」を寸前のところで思い留まり拒絶して、「平凡」に生きることを決意すると概説している。そして、伊沢が女に、「俺の肩にすがりついてくるがいい。わかったね」と言う場面が『白痴』のハイライトであり、その決意の一瞬は極めてヒロイックであるが、その場面に反し、戦火という「デモーニッシュ」な美をくぐり抜け、小川へたどり着いた二人には、「勇壮な面影」はなく、豚のような鼾をかいて眠る女の横の伊沢は凡夫となり、「戦争という“偉大なる破壊”に身を任せること」を拒絶したことにより、安月給に汲々とするような「“卑小な生活”が再来する」とし、「それこそが伊沢の選んだ道なのであり、彼は正しく“堕落”という“驚くべき平凡さ”を正面から引き受けているのである」と解説し、『白痴』がエッセイ『堕落論』の主題と呼応していることを論考している。
福田恆存は『白痴』に見られる男女間の愛情について、安吾は「精神と肉体との対立」という旧来の主題を追求しているが、安吾は男女間の付き合いを「肉体的なもの」だと断定しているわけではなく、「そうではないかと問を発しているまでのこと」で、「かれは処世術をぶちこわしてみたいのである」と考察し、男女間の「精神と肉体との対立」に妥協して、うやむやに穏便に事を進めるという処世術、妥協から生まれる「無意識」というものに福田は言及しながら、「坂口安吾は無意識の虚を突き、妥協の安定をくつがえすのである。なんのために――精神の純粋熾烈な発光に陶酔したいという、その一事のために。坂口安吾は度しがたい夢想家なのだ」と解説している。そして福田は、安吾の精神はもともと「現実と観念」の間に安定を欠いていたために、「処世術の虚偽」を見抜いたのであり、処世術の否定により、安定を欠いたのではないとし、そういった事実を安吾が「自己の宿命として自覚」したからには、次に「逆の運動も可能」となり、それにより安吾の精神はますます安定を欠いてしまうのだと論考している。
七北数人は、坂口の『南風譜』にみられるピグマリオン奇談的テーマの発展が『白痴』にもみられるとし、「この女はまるで俺のために造られた悲しい人形のようではないか」という主人公・伊沢の心のつぶやきが、「自閉的な恋」であることを暗示していると述べ、以下のように評している。

## おもな刊行本・音声資料
- 『白痴』（中央公論社、1947年5月10日）
  - 装幀：原弘。フランス装。
  - 収録作品：「外套と青空」、「閑山」、「古都」、「孤独閑談」、「紫大納言」、「勉強記」、「盗まれた手紙の話」、「白痴」、「風博士」、「二十一」
- 文庫版『白痴』（新潮文庫、1949年1月3日。改版1996年）
  - カバー装幀：平野甲賀。付録・解説：福田恆存。
  - 収録作品：「いずこ」、「白痴」、「母の上京」、「外套と青空」、「私は海をだきしめていたい」、「戦争と一人の女」、「青鬼の褌を洗う女」
- 文庫版『白痴・二流の人』（角川文庫、1970年3月10日。改版1989年、2008年、2012年）
  - 装幀：杉浦康平。カバー装画：沢村幸子。付録・解説：三枝康高。奥野健男「坂口安吾――人と作品」。主要参考文献。年譜。
  - ※ 2008年（平成20年）の改版より、カバー装画：メグ・ホソキ。
  - 収録作品：「木枯の酒倉から」、「風博士」、「紫大納言」、「真珠」、「二流の人」、「白痴」、「風と光と二十の私と」、「青鬼の褌を洗う女」
- 文庫版『白痴・青鬼の褌を洗う女』（講談社文芸文庫、1989年7月3日）
  - 装幀：菊地信義。付録・解説：川村湊
  - 収録作品：「ラムネ氏のこと」、「ふるさとに寄する讃歌」、「帆影」、「木々の精、谷の精」、「波子」、「真珠」、「白痴」、「外套と青空」、「女体」、「恋をしに行く」、「戦争と一人の女」、「続戦争と一人の女」、「青鬼の褌を洗う女」
- 『坂口安吾全集 4』（筑摩書房、1998年5月22日）
  - 装幀：菊地信義。編集：柄谷行人、関井光男。解題：関井光男。
  - 付録・月報：川村湊「堕落と求道」〈解説〉、本田和子「虚構される回想と回想される虚構」〈エッセイ〉、大井広介「その頃の坂口」〈回想・同時代評〉、柄谷行人「坂口安吾について（1）或る時代錯誤」〈連載〉
  - ※ 坂口安吾の直筆原稿を翻刻した唯一の版。
- 文庫版『桜の森の満開の下・白痴 他十二篇』（岩波文庫、2008年10月16日）
  - 装幀：精興社。カバーカット：『風博士』（山河書院、1948年）の表紙。付録・解説：七北数人。
  - 収録作品：「風博士」、「傲慢な眼」、「姦淫に寄す」、「不可解な失恋に就て」、「南風譜」、「白痴」、「女体」、「恋をしに行く」、「戦争と一人の女」（無削除版）、「続戦争と一人の女」、「桜の森の満開の下」、「青鬼の褌を洗う女」、「アンゴウ」、「夜長姫と耳男」
  - ※ 坂口安吾の直筆原稿を翻刻した筑摩書房新全集を底本にしている唯一の文庫版。
  - ※ 他文庫では、「米軍が上陸し」となっている箇所が、岩波文庫版だけ、「敵が上陸し」と原稿復元となっている。
- 朗読CD『白痴/堕落論/続堕落論』（新潮社、2000年4月）
  - ケース装画：中島洋子。装幀：新潮社装幀室。
  - CD2枚（145分）。ライナーノート（作品解説：絓秀実）。
  - 朗読：名古屋章。演出：香西久。
  - 収録作品：「白痴」、「堕落論」、「続堕落論」
- 英文版『Modern Japanese Stories: An Anthology』（編集：アイヴァン・モリス。訳：George Saitô）（Tuttle Publishing、1962年）
  - 収録作品：白痴（The Idiot）、ほか

## 映画化
- 『白痴』（手塚プロダクション） 1999年（平成11年）10月30日封切。
  - 監督・脚色：手塚眞。
  - 出演：浅野忠信（伊沢）、甲田益也子（サヨ）、ほか

## テレビドラマ化
- サタデーTVラボ『妄想姉妹 Paranoid Sisters 文學という名のもとに（第六話）「白痴」坂口安吾』（NTV） 
  - 2009年（平成21年）2月21日 土曜日 25:25 - 25:55
  - 脚本：三浦有為子。演出・監督：永田琴。企画：森谷雄。編成：戸田一也。美術：加瀬豊。音楽：NARASAKI。主題歌：9mm Parabellum Bullet「Vampiregirl」
  - 出演：吉瀬美智子、紺野まひる、高橋真唯、田中哲司、松尾敏伸（伊沢）

## 舞台化
- 『坂口安吾 白痴』726公演
  - 2010年（平成22年）10月14日(木) - 10月19日 世田谷・OFF OFFシアター
  - 脚本：ほさかよう（空想組曲）。演出：北澤秀人。美術：濱崎賢二。照明：橋野明智。音響：天野高志。舞台監督：澤麗奈。衣装：恵美秀彦。宣伝美術：高橋裕樹。制作：726。企画・製作：726。
  - 出演：鬼塚俊秀、西地修哉、大塚秀記、高田裕司、原田麻由、ほりすみこ、結、中原三千代
- 『白痴』　　　
  - 2018年3月28日（水）～4月1日（日）東京都 CBGKシブゲキ!!
  - 脚本・演出：ほさかよう
  - 出演：小早川俊輔、佐伯亮、中村龍介、碕理人、二瓶拓也、谷戸亮太、熊手萌、加藤啓 / 木ノ本嶺浩

## 関連事項
- 東京大空襲